# Museo Casa Natal Sor María Romero

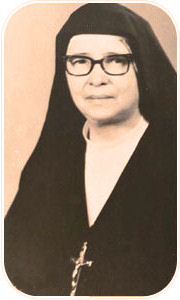
Sor María Romero, beata nicaragüense.

El Museo Casa Natal Sor María Romero está ubicado en la Calle Estrada de Granada en Nicaragua. Inaugurado en el año 2000.
En este inmueble, nació y vivió la beata nicaragüense sor María Romero Meneses, hasta que partió a El Salvador a realizar sus estudios como religiosa de las Hijas de María Auxiliadora. El edificio es de estilo colonial.
En el interior de la casa, se han establecido diferentes espacios. En el cuarto donde nació, se ha construido una capilla. En otras habitaciones, se exponen fotografías familiares, libros, pensamientos de la religiosa.
En el corredor de la casa, esta a disposición de los visitantes un recipiente con agua de la Virgen. El edificio es administrado por la congregación a la que perteneció.